# ヴァルブール
ヴァルブール （Walbourg）は、フランス、グラン・テスト地域圏、バ＝ラン県のコミューン。

## 地理
ヴァルブールは、自然区分上の地方であるウトル・フォレ地方（fr）に属する。

## 歴史
ヴァルブールの起源は、アグノー北部のアグノーの森につくられたサント＝ヴァルビュルジュ修道院（fr）である。起源は、ティエリー・ド・モンベリアールが修道士たちに1074年に付与した認可に遡る。1106年、神聖ローマ皇帝ハインリヒ5世は修道院に多くの寄進を行っている。
ヴァルブールの名は聖ヴァルビュルジュに由来する。修道院付属教会は、15世紀の再建後につくられたステンドグラスのコレクションで知られている。

## 人口統計
| 1962年 | 1968年 | 1975年 | 1982年 | 1990年 | 1999年 | 2007年 |
| ------ | ------ | ------ | ------ | ------ | ------ | ------ |
| 531    | 539    | 561    | 622    | 707    | 786    | 792    |